# Larhodius calcaratus
Larhodius calcaratus là một loài bọ cánh cứng trong họ Bọ hung (Scarabaeidae).